# Mangelia amatula
Mangelia amatula är en snäckart som först beskrevs av Dall 1919.  Mangelia amatula ingår i släktet Mangelia och familjen kägelsnäckor. Inga underarter finns listade i Catalogue of Life.